# Kuk vára
Kuk vára (horvátul: Stari grad Kuk), egy középkori vár Horvátországban, a Split-Dalmácia megyei Kučine határában. 

## Fekvése
A falu feletti 285 méteres Kuk-hegyen találhatók a vár romjai.

## Története
A török veszély növekedésével a térség stratégiai jelentősége megnőtt és a Kuk csúcsáról a solinai mezőt dél felé egészen Split városáig, kelet felé pedig Klisszáig ellenőrizni lehetett. 1520-ban a velencei Givanni Mauro már említi a Kuk hegyére épített várat. 1534-ben Leonardo Bollani spliti gróf a Klisszától két mérföldre levő vár jelentőségét emeli ki és szükségesnek tartja a rossz állapotban levő falak kijavítását.  1539-ben lerombolta a török, de újjáépítették.  1574-ben Murat bég török hada a várat elfoglalta ezzel a vár alatti települések is török kézre kerültek. A kandiai háború utáni békében 1669-ben formálisan ugyan török kézen maradt, valójában azonban már a velenceiek birtoka volt. A török veszély elmúltával jelentősége megszűnt és elhagyatva pusztulásnak indult.

## A vár mai állapota
A romok a Kuk tetején mintegy hatezer négyzetméteres területen fekszenek, a falak helyenként 4-8 méteres magasságban állnak.